# آکیرا کاجی
آکیرا کاجی (به انگلیسی: Akira Kaji) بازیکن فوتبال اهل ژاپن و عضو تیم ملی فوتبال ژاپن است که در تاریخ ۰۸ اکتبر ۲۰۰۳ میلادی اولین بازی ملی‌اش را انجام داد. او در ۶۴ بازی ملی حضور داشت و آخرین بازی ملی خود را در تاریخ ۲۳ فوریه ۲۰۰۸ میلادی انجام داد. آکیرا کاجی در بازی‌های ملی‌اش
۲ گل به ثمر رساند.